# Osteopathia striata
Die Osteopathia striata ist eine sehr seltene abschnittsweise Osteosklerose (Verdickung des Knochens) mit feiner linienartiger Strichelung von 2 bis 3 mm Dicke im Röntgenbild meist in den Metaphysen und Diaphysen der langen Röhrenknochen oder flacher Knochen.
Es handelt sich um eine gutartige Veränderung, in den allermeisten Fällen als Zufallsbefund anzusehen ohne klinische Bedeutung.
Synonyme sind: englisch Voorhoeve disease.
Die Erstbeschreibung stammt aus dem Jahre 1924 durch den niederländischen Arzt Nicolaas Voorhoeve (1879–1927).

## Pathologie
Es handelt sich um eine Störung der sekundären Spongiosa in der Markhöhle. Grundsätzlich können alle Knochen betroffen sein mit Ausnahme der Schlüsselbeine und des Schädels.

## Verbreitung
Die Häufigkeit ist nicht bekannt, die Veränderungen können in jedem Alter entdeckt werden und treten vornehmlich beim weiblichen Geschlecht auf. Die Vererbung erfolgt X-chromosomal dominant. oder autosomal-dominant.
Es besteht eine Assoziation mit der Fokalen dermalen Hypoplasie (Goltz-Gorlin-Syndrom), selten auch mit der Osteopoikilose und Melorheostose.

## Ursache
Der Erkrankung liegen möglicherweise Mutationen im WTX (AMER1)-Gen auf dem X-Chromosom Genort q11.2 zugrunde, welches für ein Apc Membrane Recruitment Protein 1 kodiert. Da dieses Gen bei der Tumorsuppression beteiligt ist, kann es selten auch zu Kolorektalem Karzinom, Ovarialkarzinom oder zu einem Wilmstumor bei der Osteopathia striata kommen.

## Im Rahmen von Syndromen
Bei einzelnen Syndromen kann eine Osteopathia striata ein wesentliches Merkmal sein:
- Osteopathia striata - kraniale Sklerose
- Whyte-Murphy-Syndrom ( Osteopathia striata - Hyperpigmentierung - weiße Stirnlocke)

## Klinische Erscheinungen
Es handelt sich fast immer um einen symptomlosen Zufallsbefund, es kann gelegentlich Beschwerden in angrenzenden Gelenken geben. Osteosklerose kann in den Wirbelkörpern und Rippen vorkommen ebenso wie Fehlbildungen an Händen und Füßen.

## Diagnose
Die Diagnose ergibt sich aus den Auffälligkeiten im Röntgenbild:
- Typischerweise beidseitige Veränderungen in Röhrenknochen, bevorzugt mit dichten vertikalen Streifen entlang der Langen Achse in den Meta- und Epiphysen langer Knochen, die an Selleriestangen erinnern (celery stalk metaphysis). Am Becken sehen diese Verdickungen fächerförmig aus. Die Veränderungen bleiben über Jahre konstant.[2][7][3]

Mitunter kommen zusätzlich Zeichen der Melorrheostose und Osteopoikilie vor als Mixed sclerosing bone dysplasia (MSBD), deutsch: Melorheostose mit Osteopoikilosis. Eventuell liegt dann eine Funktionsstörung im MAN1/LEMD3-Gen im Chromosom 12 an Genort q14.3 zugrunde.
Die Länge der Streifen hängt von der Wachstumsgeschwindigkeit der Knochen ab, sie sind am längsten im Femur.
In den Veränderungen lässt sich szintigraphisch kein vermehrter Knochenumbau nachweisen.

## Differentialdiagnostik
Abzugrenzen sind:
- Normale Variabilität der Trabekulierung der Substantia spongiosa in Gelenknähe
- Osteopetrose beim Erwachsenen (Albers-Schönberg-Krankheit)
- Enchondromatose
- Osteopoikilie